# Mati Fusi
Mati Fusi (Nauru, 16 juni 1982)  is een Tuvaluaans voetballer die uitkwam voor Tofaga. Sinds 2012 is hij trainer voor deze club.
Mati deed in 2007 mee met het Tuvaluaans voetbalelftal op de Pacific Games 2007 waar hij vier wedstrijden speelde.
Mati speelde vanaf 1990 voor Nauru, en in 1999 speelde hij voor Lautoka F.C., voetbalclub uit Fiji, daar speelde hij tot 2002. In hetzelfde jaar wisselde hij van club, en kwam tot 2011 uit voor Tofaga.